# Lukas Kragl
Lukas Kragl, född 12 januari 1990 i Linz, Österrike, är en österrikisk fotbollsspelare som spelar som anfallare för SKN St. Pölten.

## Karriär
Kragl började i ungdomslaget Ebelsberg Linz 1996.  1998 blev han utlånad till LASK Linz för att året därpå gå över helt till LASK.
Hans proffskarriär började 2006 och har sedan 2009 varit del av A-laget.
I en match mot FC Red Bull Salzburg 18 april 2010 stämplade Kragl Eddie Gustafsson så att hans vänstra skenben och vadben bröts.